# Celelalte Cuvinte
Celelalte Cuvinte – rumuński zespół rockowy, założony w Timișoarze w roku 1981. Jeden z najdłużej działających zespołów rockowych w tym kraju. 
Początki zespołu sięgają roku 1977, gdy w mieście Oradei powstała szkolna grupa Sonic, w której skład wchodziło trzech przyszłych członków Celelalte Cuvinte: Marcel Breazu (gitara basowa, śpiew), Leontin Iovan (perkusja) oraz Călin Pop (śpiew, gitara). Sam zespół w ostatecznym powstał w Timișoarze w 1981, gdzie muzycy studiowali. Pierwszych nagrań grupa dokonała w 1984, zajmując jedną stronę samplera "Formaþii Rock 8" z wydawnictwa Electrecord. W 1987 ukazał się debiutancki album grupy.  
Początkowo zespół skupiał się na rocku progresywnym, w latach 90. zmierzając w kierunku speed i thrash metalu, a nawet doom metalu. W 1994 Celelalte Cuvinte wystąpił na festiwalu Skip Rock towarzysząc grupie Kreator. W późniejszych latach powrócił do klasycznie rockowych brzmień. W 2006 z okazji 25-lecia odbyła się duża trasa koncertowa poza całej Rumunii. W 2021 grupa zapowiedziała pierwszy po kilkunastoletniej przerwie album, a także zagrała koncerty z okazji 40-lecia działalności. 

## Skład
- Călin Pop – śpiew, gitara (od 1981)
- Marcel Breazu – gitara basowa, śpiew (od 1981)
- Leontin Iovan – perkusja (od 1981)
- Marius Pop – gitara, śpiew (od 2020)
- Ovidiu Roșu – skrzypce (od 1981)
- Tiberiu Pop – instrumenty klawiszowe, śpiew (1986–2020)
- Radu Manafu – gitara harmoniczna, skrzypce, śpiew (1981–1996)[4]

## Dyskografia
Na podstawie materiału źródłowego.
- Formații rock 8 (1985)
- Celelalte Cuvinte I (1987)
- Celelalte Cuvinte II (1990)
- Se lasă rău (1992)
- Armaghedon (1994)
- Vinil Collection (1996; kompilacja)
- Ispita (1997)
- NOS (2004)
- Stem (2008)
- Trup și suflet (2014; album koncertowy)
- Electric Live (2019; album koncertowy)
- Lumea asta (2023)